# Ítalo Ferreira

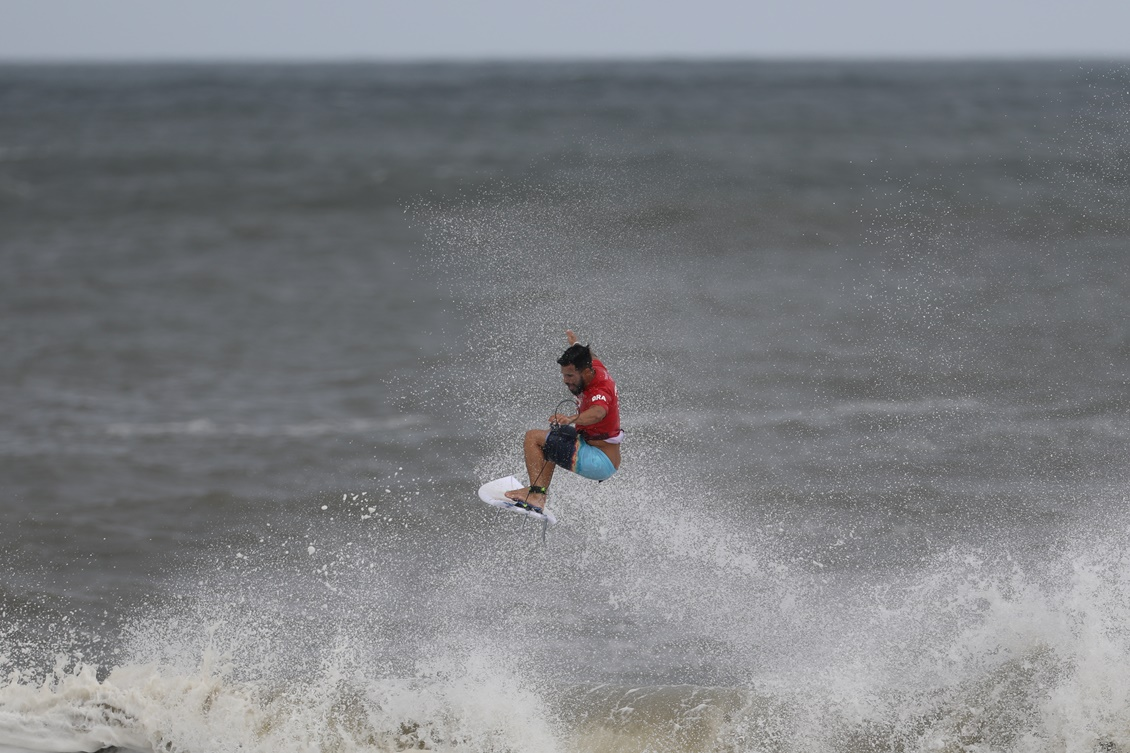
Surf ai Giochi della XXXII Olimpiade di Tokyo 2020

Ítalo Ferreira (Baía Formosa, 6 maggio 1994) è un surfista brasiliano, vincitore della medaglia d'oro ai Giochi olimpici di Tokyo 2020 nello shortboard.

## Palmarès
- Giochi olimpici

Tokyo 2020: oro nello shortboard
- World Surfing Games

Miyazaki 2019: oro individuale; oro a squadre;